# Nationalversammlung (Nigeria)
Die Nationalversammlung Nigerias (Englisch: National Assembly of the Federal Republic of Nigeria) ist das Parlament von Nigeria. Es besteht aus zwei Kammern, dem Senat mit 109 Abgeordneten als Oberhaus und dem Repräsentantenhaus mit 360 Abgeordneten als Unterhaus. Die Nationalversammlung hat, wie viele andere Organe der nigerianischen Bundesregierung, ihren Sitz in Abuja im Federal Capital Territory. In ihrer heutigen Form besteht die Nationalversammlung seit der Einführung der Nigerianischen Verfassung von 1999.

## Struktur
Die Nationalversammlung wurde mit der Verfassung von 1999 nach dem Vorbild der Gewaltenteilung im politischen System der Vereinigten Staaten geschaffen, wo es ebenfalls einen Senat und ein Repräsentantenhaus gibt. Der Senat repräsentiert die Bundesstaaten, welche unabhängig von ihrer Größe drei Senatoren entsenden dürfen. Die Abgeordneten im Repräsentantenhaus repräsentieren dagegen Wahlkreise, wobei die Anzahl der Wahlkreise pro Staat von der Bevölkerungsgröße abhängig ist. Abgeordnete in beiden Kammern werden jeweils für vier Jahre nach dem relativen Mehrheitswahlrecht gewählt.
Beide Kammern haben das Recht, eigene Gesetzesentwürfe einzubringen. Dem Repräsentantenhaus sitzt ein Sprecher (Speaker) vor, während der Senat einen Präsidenten (President) hat.

## Fotos

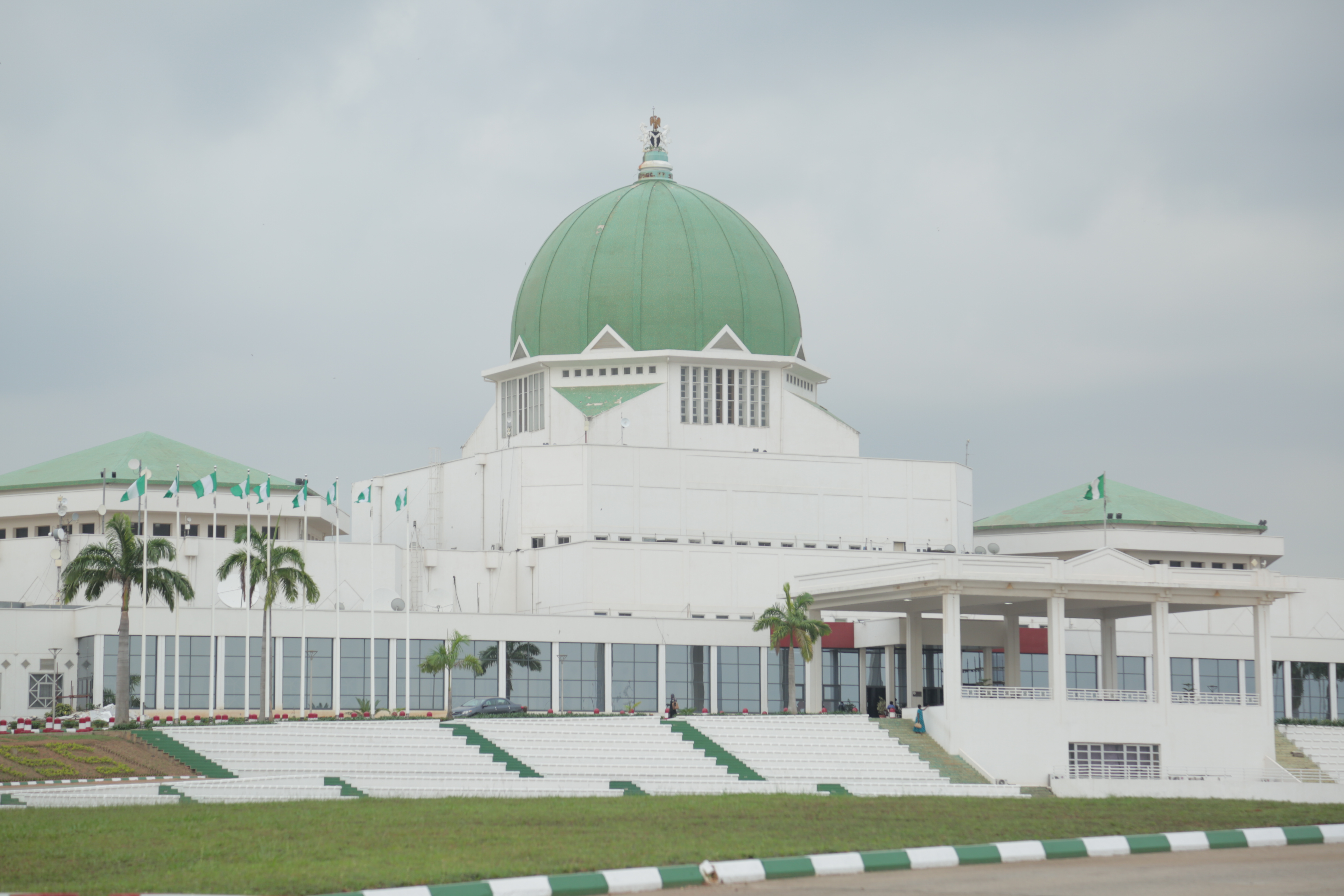
Das National Assembly Building, der Sitz der Nationalversammlung
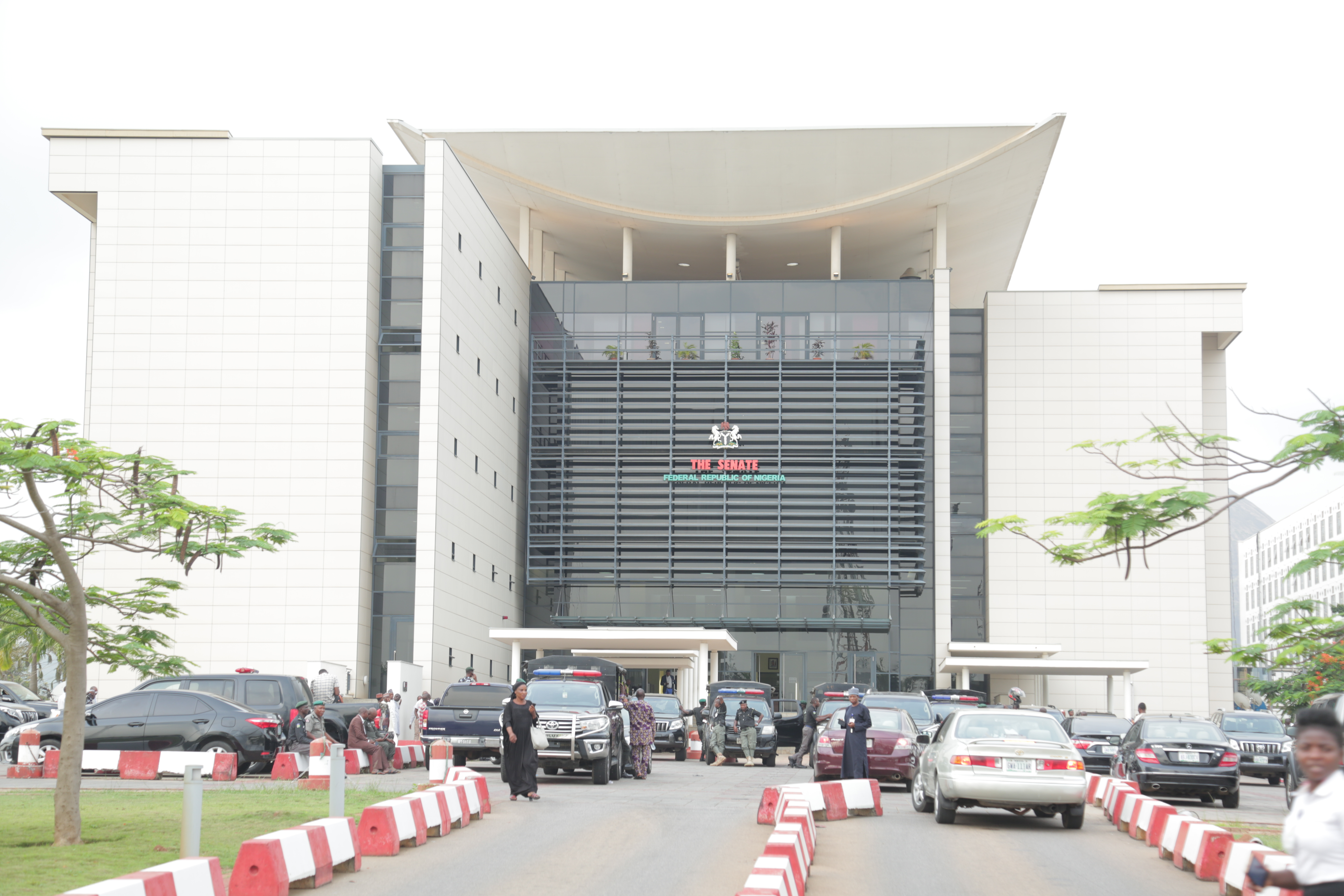
Red Chamber, der Sitz des Senats